# Candia (Schiff, 1530)
Die Candia war ein frühneuzeitliches Schiff der Republik Venedig, das sich in den Schiffstyp Galeone einordnen lässt und nach der Stadt Candia auf der Insel Kreta (das heutige Iraklio) benannt wurde.

## Aufbau
Die Planken des Oberdecks waren mit Metallplatten belegt, um den an Bord befindlichen Soldaten Schutz zu bieten. Diese Metallbeplankung brachte dem Schiff allerdings sehr viel Gewicht zu Lasten der Wendigkeit. Dadurch, dass sie einen festungsgleichen Aufbau hatte, konnte die Galeone in der Seeschlacht von Preveza gegen eine Überzahl an Rudergaleeren ihre Überlegenheit unter Beweis stellen.

## Geschichte
Zum Ende des Sommers 1538 stach eine Flotte von 302 Schiffen der Heiligen Liga aus Venedig, Genua und dem Kirchenstaat in See, zu der auch die Galeone Candia gehörte. Die Flotte unterstand Andrea Doria, der von Kaiser Karl V. als Admiral eingesetzt wurde. Der Kommandant des venezianischen Flaggschiffs, welches die Candia war, war der venezianische Kapitän Alessandro Condalmiero. Der Auftrag des alliierten Geschwaders bestand darin, den osmanischen Korsaren Khair ad-Din Barbarossa, der überaus erfolgreiche Raubzüge im Mittelmeer durchführte, zu bekämpfen. Barbarossa zog sich zunächst in den Ambrakischen Golf zurück und erwartete den Angriff von Andrea Doria – der aber aus taktischen Gründen ausblieb. Doria zog sich stattdessen mit seiner Flotte zur Insel Lefkada zurück und verharrte hier. Barbarossa ließ sich dadurch auf das offene Meer hinauslocken und nahm die Verfolgung des alliierten Geschwaders auf, so dass es am 28. September 1538 schließlich zum Gefecht kam.

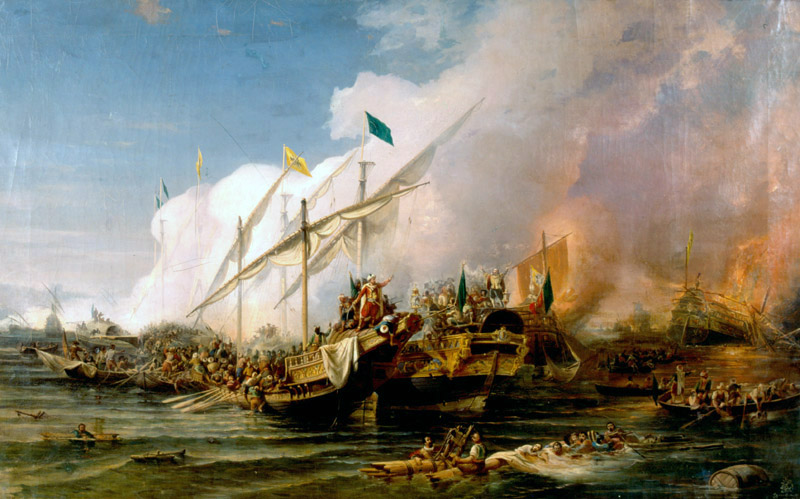
Seeschlacht von Preveza

Der Candia wurde dabei von den ersten gegnerischen Salven der Großmast zerstört – gleichzeitig setzte eine Flaute ein. Somit wurde ihr das Schicksal zu Teil, dass sie im Einzugsbereich der osmanischen Schiffe alleine zurückbleiben musste, während sich die restliche Flotte etwas abgesetzt zur Schlachtordnung formierte. 
Die manövrierunfähige Candia konnte sich dabei mehrerer Wellen angreifender osmanischer Rudergaleeren erwehren, indem Kapitän Condalmiero die Gegner recht nahe herankommen ließ und dann Breitseiten auf die Gegner abfeuerte, die daraufhin erheblichen Schaden nahmen und ihren Angriff nicht mehr fortsetzen konnten. Durch diese Taktik konnte die Candia tatsächlich den ganzen Tag überstehen und stellte somit ihre Überlegenheit gegenüber den Rudergaleeren unter Beweis. Obwohl die osmanische Seite 400 Tote und 800 Verletzte zu beklagen hatte, ging die Schlacht für die Heilige Liga dennoch verloren, weil Doria den genuesischen Teil der eigenen Flotte schonte und sich schließlich sogar zur Flucht entschloss – die verbliebenen Flottenteile erlagen den osmanischen Gegnern.
Dennoch beeinflusste der Schlachtverlauf, insbesondere die Trutz der Galeone Candia, die zukünftige Bauweise von Schiffen und die Vorgehensweise bei Seeschlachten. Aufgrund des – nun bewährten – festungsähnlichen Aufbaus des Schiffs, waren die Wendigkeit eines Schiffs und Enterfähigkeit der Mannschaft nicht mehr die entscheidenden Attribute für einen erfolgreichen Seekampf, sondern Widerstandsfähigkeit, wie Panzerung, vor allen Dingen aber Feuerkraft der Geschütze.